# Bomba aeronautica

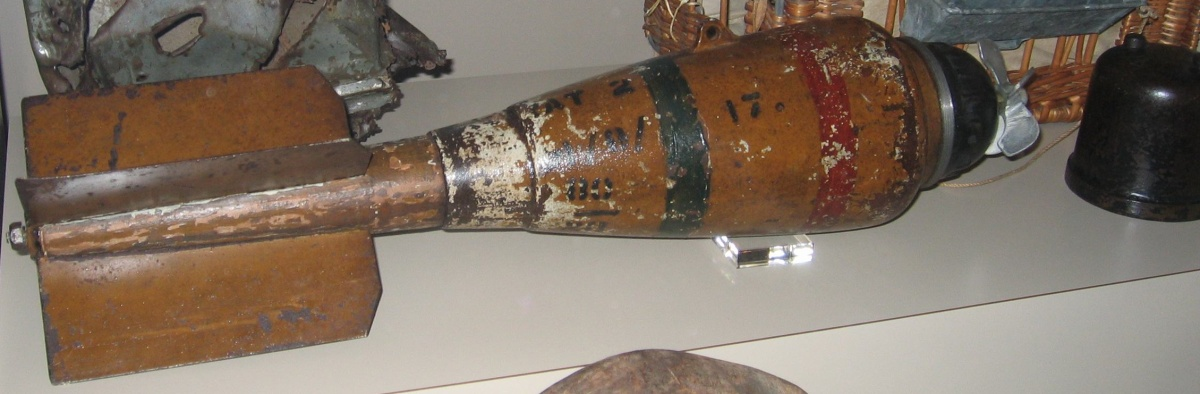
Una bomba aerea Cooper da 20 libbre utilizzata durante la prima guerra mondiale

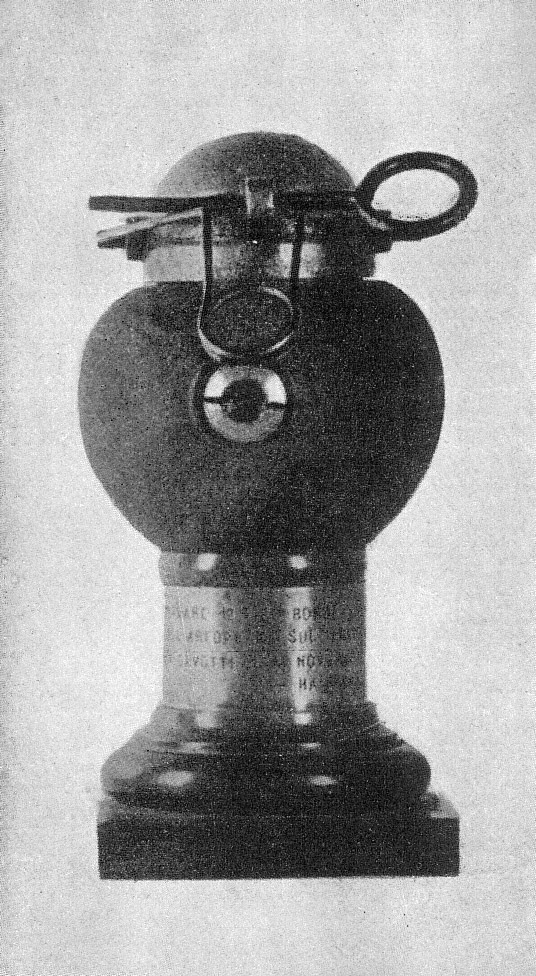
La bomba Cipelli, la prima bomba lanciata da un aeroplano dagli italiani nel 1911.

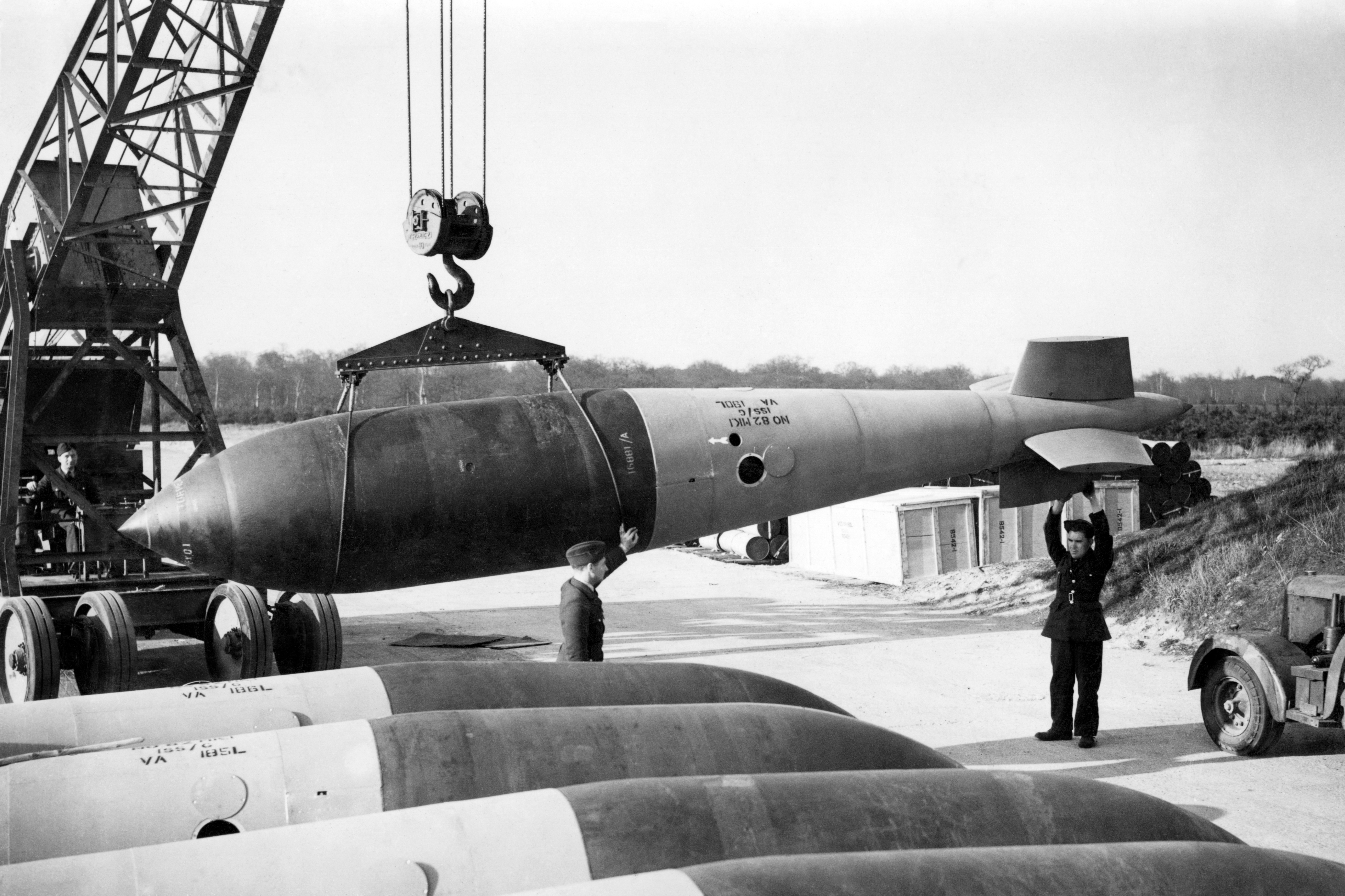
La bomba britannica Grand Slam da 22 000 lb (9 979 kg) impiegata nella seconda guerra mondiale

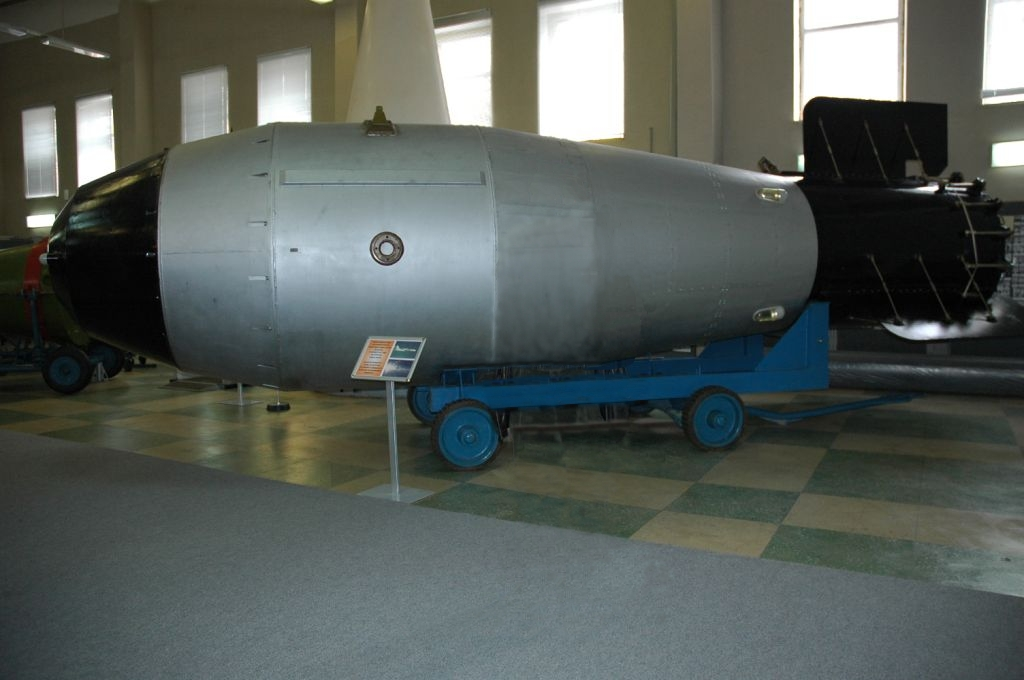
Copia della Bomba Zar, la più grande bomba all'idrogeno della storia

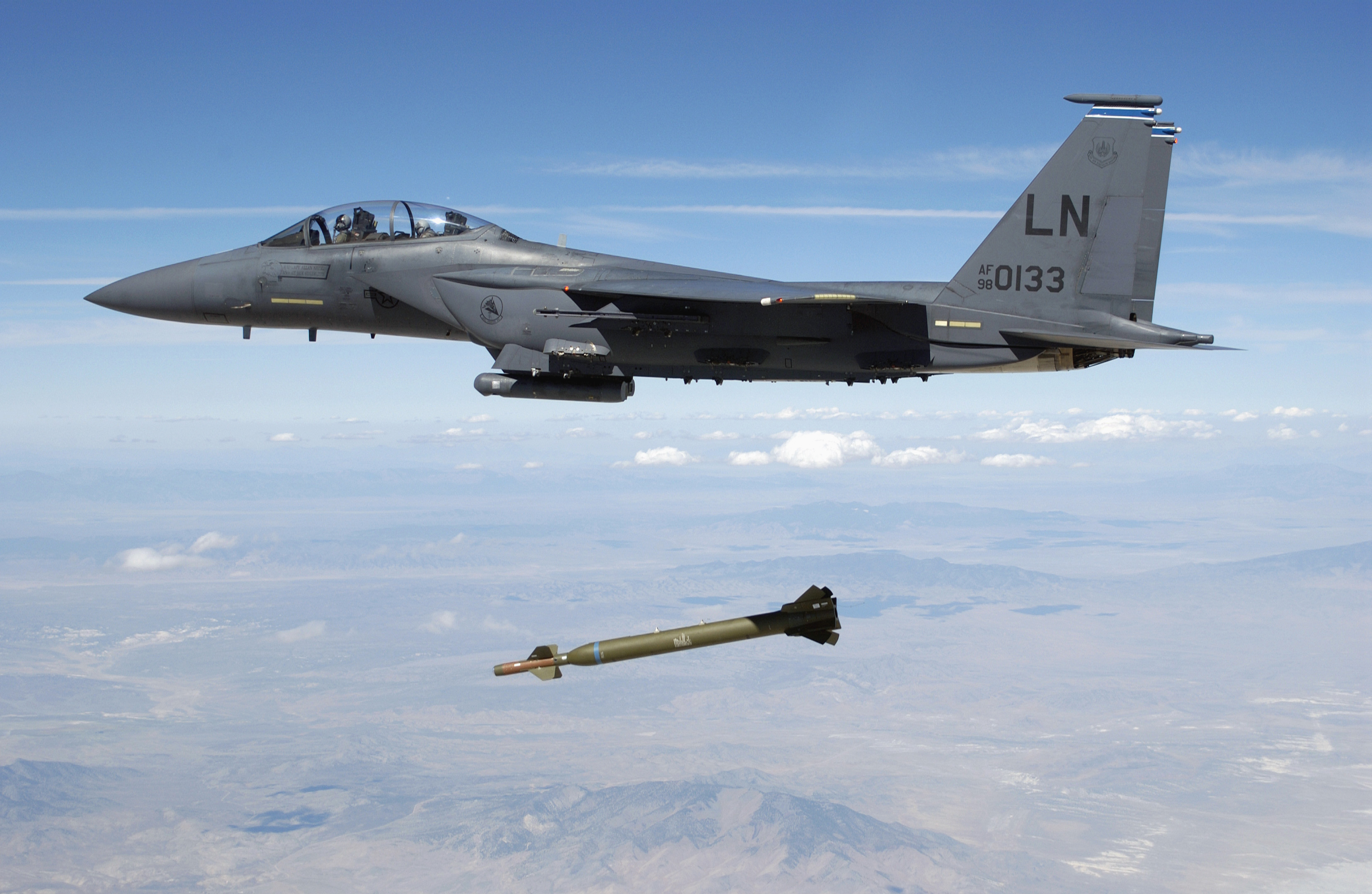
Un F-15 dell’USAF sgancia una bomba GBU-28 in grado di penetrare un bunker con pareti di 6 metri di calcestruzzo

Una bomba aerea è un tipo di bomba ideata per viaggiare attraverso l'atmosfera terrestre secondo una traiettoria pianificata, in genere partendo da un aeromobile. Le bombe d'aereo sono realizzate in una vasta gamma di tipologie e con differenti complessità, spaziando dalle bombe a caduta libera fino alle più sofisticate bombe guidate, dette nel linguaggio militare inglese guided bomb unit o GBU. Vi sono state bombe aeronautiche lasciate cadere a mano dagli aerei agli albori dell'aviazione, mentre modernamente si è arrivati a impiegare speciali grandi contenitori per il rilascio degli ordigni fino ad arrivare a creare aeromobili che essi stessi erano delle armi definite del tipo bombe plananti. Tra le possibili varianti tecnologiche vi sono quelle relative al tipo di spoletta impiegata e conseguente capacità di esplodere immediatamente all'impatto o dopo un ritardo predeterminato.
L'impiego di bombe aeronautiche prende il nome di bombardamento aereo. A similitudine di quanto accade impiegando altri tipi di munizione, le bombe aeronautiche sono progettate per uccidere e ferire persone e distruggere materiale e infrastrutture mediante gli effetti diretti dell'esplosione e attraverso la proiezione di schegge.

## Primi esempi di impiego
Le prime bombe sganciate su bersagli dall'aria furono quelle imbarcate su aerostati senza pilota dagli austriaci durante l'assedio di Venezia del 1849.
Le prime bombe lanciate da aerei furono gli ordigni simili a bombe a mano utilizzati dal tenente italiano Giulio Gavotti il 1º novembre 1911, durante la guerra italo-turca. In realtà si trattava di bombe al picrato di potassio specificamente messe a punto dal tenente di vascello Cipelli nel silurificio di San Bartolomeo di La Spezia. L'esplosivo contenuto all'interno di una sfera d'acciaio e fortemente reattivo agli urti, detonava all'impatto della bomba con il suolo innescato da una pallina di ferro tenuta ferma durante il volo da una sicura. Il pilota, sorvolando l'obiettivo, strappava la sicura con i denti e mantenendo i comandi di volo con una mano, con l'altra lasciava cadere la bomba. Il pericolo di questo tipo di armi è testimoniato dallo stesso Cipelli, morto in un incidente con l'esplosivo nel 1908 nel balipedio di Viareggio, tre anni prima dell'impiego della bomba che da lui prese il nome.

## Le guerre mondiali
Nel corso della prima guerra mondiale si passò dalle bombe di pochi chilogrammi sganciate manualmente, ad ordigni anche di 100 chilogrammi trasportati per esempio dai tedeschi dirigibili Zeppelin e bombardieri plurimotori, come i tedeschi Gotha G.V impiegati per bombardare Londra e in grado di trasportare fino a 454 chilogrammi di bombe in totale.
Nel corso della seconda guerra mondiale l'enorme sviluppo dell'aviazione e l'impiego di bombardamenti strategici e tattici, con conseguenti differenti esigenze in relazione agli obiettivi ed alle tattiche di combattimento, portarono allo sviluppo di una notevole varietà di bombe. Si ebbero così bombe da demolizione, quali le britanniche Blockbuster e le Grand Slam da 22 000 lb, (9 979 kg) pesanti diverse tonnellate, bombe dirompenti, più piccole e piuttosto adatte a colpire le persone, incendiarie (al fosforo, alla termite od al napalm), generalmente impiegate contro i centri abitati.
Nel corso del conflitto si tentò di realizzare un sistema di guida per le bombe, per indirizzarle esattamente su di un obiettivo prescelto. Si sperimentarono così bombe dotate di timoni direzionali governati a mezzo di impulsi radio come la bomba tedesca Fx-1400 che il 9 settembre 1943 affondò la nave da battaglia Roma.
Nel 1945 vennero per la prima volta impiegate bombe la cui carica non era un esplosivo convenzionale, bensì materiale fissile idoneo a esplodere mediante una reazione nucleare. Questo tipo di bombe d'aereo che impiegava uranio o plutonio, venne denominato bomba atomica, o bomba A e trovarono impiego nei bombardamenti atomici di Hiroshima e Nagasaki in Giappone.

## Ulteriori evoluzioni delle bombe aeronautiche
Nel 1952, continuando nella ricerca di bombe dal più alto potere distruttivo possibile, vennero messe a punto le bombe a fusione nucleare, dette anche bomba all'idrogeno o bomba H. Con questa tecnologia venne messa a punto la più potente bomba mai fatta esplodere dall'uomo, la sovietica Bomba Zar. La bomba all'idrogeno venne lanciata il 30 ottobre 1961 da un bombardiere Tupolev Tu-95 modificato.
In seguito, gli studi sulle bombe aeronautiche si sono rivolti all'ottenimento di grandi poteri distruttivi, senza utilizzare la tecnologia nucleare. Le bombe Fuel Air Explosive (chiamate anche bombe termobariche o vacuum bombs) sono ordigni costituiti da un contenitore di liquido altamente infiammabile. Sganciato l'ordigno, a pochi metri da terra il liquido forma un aerosol e quindi viene incendiato contemporaneamente da più cariche a basso potenziale. La detonazione oltre alla forte onda d'urto sviluppa un'altissima temperatura consumando istantaneamente tutto l'ossigeno nell'area interessata, unendo così all'onda d'urto e all'effetto termico dell'esplosione, l'impossibilità di sopravvivenza per mancanza d'ossigeno. Per queste caratteristiche queste armi vengono impiegate contro combattenti protetti da bunker o gallerie.
Uno sviluppo particolare è stato quello delle bombe GBU-28. Nel gennaio del 1991, agli inizi della campagna aerea della Guerra del Golfo, gli statunitensi determinarono che le bombe d'aereo in loro dotazione in quel momento non sarebbero state in grado di penetrare nei bunker dell'esercito dell'Iraq. Vennero allora realizzate in tutta fretta delle bombe d'aereo sfruttando le canne di obici da 8 pollici (203 mm) di M110 radiati dal servizio fino a ottenere delle bombe in grado di colpire obiettivi sepolti fino a 30 metri in profondità o protetti da pareti di calcestruzzo spesse 6 metri.
Molto controverso è lo sviluppo di un'altra tecnologia di bombe d'aereo: le bombe a grappolo. Si tratta di bombe aeronautiche che sganciate sopra il bersaglio liberano delle submunizioni che saturano un'area per impiego anti-uomo. Gli ordigni inesplosi finiscono per generare dei campi minati la cui individuazione e bonifica risulta complessa.